# کوپیاپیت
کوپیاپیت  (به انگلیسی: Copiapite) با فرمول شیمیایی MgFe4 3+[OH - (SO4)3]2.18H2O از مجموعه کانی هاست و از نام محل اکتشاف آن Copiapo درشیلی گرفته شده‌است. به آسانی درآب حل می‌شود. MgO:۳٫۴ Fe2O۳:۲۷ SO۳:۴۰٫۷ H2O:۲۸٫۹ با انکلوزیون Cu,Ca,Al برای اولین بار در شیلی(کوپیاکو) کشف شد و از نظر شکل بلور: پهن و کوتاه، رنگ: زرد - زرد متمایل به سبز - زرد نارنجی، شفافیت: شفاف - نیمه شفاف، جلا: صدفی، رخ: کامل - مطابق با، سیستم تبلور: تری کلینیک و در رده‌بندی سولفات است  و منشأ تشکیل آن ثانوی است.
همایند کانی‌شناسی (پارانژ) آن - هالوتریکیت- پیکرینژیت- پیریت- مارکاسیت است
، از نظر ژیزمان بلورهای کوچک - آگرگات‌های گرد تقریباْ کمیاب است و بیشتر در فرانسه، آلمان، سوئد، چک اسلواکی، اسپانیا، آمریکا یافت می‌شود.

## منبع
- پردیس کشاورزی ایران